# Delno taljenje
Delno ali parcialno taljenje je proces, v katerem se raztali samo del trdne snovi. Pri kamninah, ki so zmesi različnih mineralov, in mineralih, ki tvorijo trdne raztopine, se sestava taline lahko razlikuje od sestave začetne trdne snovi. 
Delno taljenje se pojavi, kadar sta temperaturi tališča trdne in tekoče faze različni. Pri posameznih mineralih se to lahko zgodi kadar tvorijo trdne raztopine. Takšni so na primer olivini med železovim in magnezijevim končnim členom. V kamninah, ki so zgrajene iz več mineralov, se nekateri minerali stalijo pri nižji temperaturi kot drugi. 
Delno taljenje je pomemben proces v geologiji, ki je povzorčil diferenciacijo kamnin v Zemljini skorji, saj so skoraj vse kamnine na Zemlji nastale iz delno staljenega gradiva iz njene notranjosti. Glavna področja, kjer poteka delno taljenje, so področja podrivanja, srednjeoceanski hrbti in vroče točke. Vsa področja delnega taljenja so pogosto povezana z vulkanizmom, čeprav nekatere taline ne prodrejo do Zemljine površine. Delne taline igrajo pomembno vlogo v bogatenju starih delov kontinentalne litosfere z nezdružljivimi elementi. Parcialne taline se iz globin dvigajo navzgor zaradi pritiska okoliških kamnin.

## Fazni diagram
Na naslednji sliki je prikazan fazni dagram snovi, ki tvorijo trdne raztopine. 
Razlaga: pri segrevanju trdne snovi s sestavo CB njena temperatura narašča po modri premici, dokler ne doseže krivulje Solidus oziroma temperature TA, pri kateri se začne taliti. Začetna talina ima sestavo CL, pri nadaljnjem segrevanju pa njena sestava sledi rdeči krivulji (Liquidus). Pri temperature TB se raztali vsa trdna snov.